# Ronnie Scott
Ronnie Scott (* 28. Januar 1927 in London; † 23. Dezember 1996 ebenda) war ein britischer Jazz-Tenorsaxophonist. Sein Name ist vor allem verbunden mit einem der renommiertesten Jazzclubs Europas im Londoner Stadtteil Soho, dem Ronnie’s. Scotts außerhalb der Jazzwelt bekanntester Beitrag zur Musik ist sein Solo auf dem Beatles-Song Lady Madonna.

## Biographie
Der Musiker wurde als Ronald Schatt im Londoner East End geboren, schon sein Vater Jock war als Saxophonist in verschiedenen Tanzbands tätig. Bereits als Teenager begann Ronald seinerseits, in verschiedenen Londoner Clubs aufzutreten, etwa in der Band von Cab Kaye. Seit der zweiten Hälfte der 1940er Jahre arbeitete er mit einigen der renommiertesten britischen Jazz- und Unterhaltungsbands der Zeit (darunter insbesondere der populären Big Band des Posaunisten Ted Heath).
Ronnie Scott, wie sein Künstlername damals schon lautete, gehörte wie Laurie Morgan zu einer Generation britischer Musiker, die ab 1947 in regelmäßigen Abständen Engagements auf dem Passagierdampfer Queen Mary annahmen, um New York besuchen und den neuen Jazzstil Bebop studieren zu können. Insbesondere das Saxophonspiel Charlie Parkers beeindruckte den jungen Briten tief, er fand darin nicht nur einen prägenden Einfluss auf die eigene Musik, sondern darüber hinaus die Motivation, die neue Musik in seiner Heimat bekannt zu machen. Einem ersten Versuch, einen eigenen Jazzclub zu führen, blieb jedoch der Erfolg versagt: Der Versuch, dem „harten Kern“ der Londoner Bebop-Adepten um Johnny Dankworth mit dem Club Eleven eine eigene Spielstätte zu verschaffen, scheiterte bereits nach 18 Monaten im Sommer 1950.
Dagegen wurde Scotts Kompetenz als Instrumentalist von bedeutenden Musikern beiderseits des Atlantiks anerkannt, selbst der weißen und gerade europäischen Musikern gegenüber oft ausgesprochen kritische Charles Mingus gestand 1961 zu: „Of the white boys, Ronnie Scott gets closer to the negro blues feeling, the way Zoot Sims does.“ (Von den Weißen kommt Ronnie Scott näher an das schwarze Blues-Feeling heran, etwa in der Art, wie das bei Zoot Sims der Fall ist.)
War Scott bis in die 1960er Jahre noch vorwiegend als Sideman britischer Bands aktiv, profilierte er sich seit etwa 1965 auch stärker auf internationaler Ebene (vor allem als Mitglied der Kenny Clarke/Francy Boland Big Band von 1967 bis 1969), spielte in Hamburg mit Wes Montgomery (The NDR Hamburg Studio Recordings) und initiierte Bands unter eigener Leitung mit führenden Musikern der britischen Avantgarde wie John Surman, Kenny Wheeler, Ron Mathewson und Mike Carr.
Seit den 1970er Jahren musste Scott seine Aktivitäten als Musiker mehrfach über längere Zeiträume reduzieren, da er unter Depressionen litt, später auch an der Zuckerkrankheit. 1995 zog er sich endgültig aus dem Musikleben zurück. Er starb im Alter von 69 Jahren an Herzversagen infolge der Einnahme der ihm nach einer Zahnbehandlung verordneten Schmerz- und Schlaftabletten in Kombination mit Alkohol. Er wurde im Golders Green Crematorium in London eingeäschert, wo sich auch seine Asche befindet.

## Diskografie
- Boppin’ at Esquire (Indigo, 1948) mit Ralph Sharon
- Legacy (Ember, 1951–1958)
- Jazz Couriers! (Ember, 1957/58)
- The Night has A Thousand Eyes (Ronnie Scott’s Jazz House, 1964)
- The Night Is Scott and You’re So Swingable (Redial, 1965)
- When I Want Your Opinion, I’ll Give it to You (Ronnie Scott’s Jazz House, 1965)
- Live at Ronnie Scott’s (Columbia, 1969)
- Never Pat a Burning Dog (Ronnie Scott’s Jazz House, 1990)

## Schriften
- mit Mike Hennessey Some of My Best Friends Are Blues London 1979 (Autobiographie)